# Casa taller de Luis Barragán
La Casa-Taller de Luis Barragán està localitzada a Tacubaya, colònia a ponent de la Ciutat de Mèxic, al carrer General Francisco Ramírez 12. Va ser la residència de l'arquitecte Luis Barragán Morfín els anys següents a la Segona Guerra Mundial. És un edifici inscrit a la llista del Patrimoni de la Humanitat de la UNESCO des del 2004, que destaca pel seu elevat grau d'integració amb el lloc on s'aixeca i el seu entorn.